# أماندا غريفين
أماندا غريفين (بالإنجليزية: Amanda Griffin)‏ هي عارضة ومقدمة تلفزيونية بريطانية، ولدت في 28 سبتمبر 1980.